# Никишино
Ники́шино (укр. Нікішине) — село в Горловском районе Донецкой области Украины. Под российской оккупацией.

## География
Расположено в северной части района, к северу и востоку от населённого пункта проходит граница Донецкой области с Луганской областью.

#### Соседние населённые пункты по сторонам света
С: Редкодуб (Бахмутского района), Редкодуб (Шахтёрского района), Миус (Луганская область)
СЗ: Ильинка
СВ: Круглик; Фащевка (Луганская область)
З: Каменка, Ольховатка
В: —
ЮЗ: Данилово, Полевое
ЮВ: Тимофеевка, Весёлое
Ю: Кумшацкое, Димитрова

## Население
Население Никишино по переписи 2001 года составляло 884 человека.

## Местная власть
Село Никишино подчиняется Хрестовской городской общине.
Адрес местного совета: 86300, Донецкая область, Горловский р-н, г. Крестовка, ул. Шахтёрская, д. 39